# François Trucy
Pour les articles homonymes, voir Trucy.
François Trucy, né le 9 juin 1931 à Toulon où il meurt le 25 mars 2025, est un homme politique français.

## Carrière
Médecin biologiste, il est élu sénateur du Var le 28 septembre 1986, réélu le 24 septembre 1995 et le 26 septembre 2004, tout d'abord sous l'étiquette de l'UDF, puis de l'UMP. Il exerce notamment les fonctions de secrétaire de la commission des finances, du contrôle budgétaire et des comptes économiques de la Nation. Il est l'auteur de plusieurs rapports sur les casinos,.
D'abord adjoint de Maurice Arreckx à la mairie de Toulon, il devient maire de cette ville en 1985.
Avant les élections municipales françaises de 1995, il est mis en cause dans une affaire de gestion de fait, qui se conclut huit ans plus tard par un non-lieu. Son second mandat est également marqué par des accusations de pédophilie. Compromis dans les affaires de Maurice Arreckx et confronté à la défection d'une partie des membres de sa majorité, il est battu au second tour en 1995 face à Jean-Marie Le Chevallier (FN).
Il soutient la candidature de François Fillon pour la présidence de l'UMP lors du congrès d'automne 2012.
En 2021, il publie un livre consacré à l'histoire de Toulon.

## Rapports parlementaires
- François Trucy et Yves Fréville, Commission des finances, du contrôle budgétaire et des comptes économiques de la Nation, Rapport d'information sur l'enquête de la Cour des comptes relative à l'évolution des retraites militaires depuis la professionnalisation des armées, Paris, Sénat, coll. « Les rapports du Sénat » (no 236), 2008, 46 p. (ISSN 1249-4356, BNF 41287507).

## Ouvrages
- François Trucy, Pièges, La Seyne-sur-Mer, François Trucy/Livres en Seyne, 2014, 303 p. (ISBN 978-2-9543295-0-5 et 2-9543295-0-5, OCLC 904480654, lire en ligne)
- François Trucy, L’Hippocampe, mémoires, inédit, 2018[5].
- François Trucy, Jadis, Grand Almanach : L'histoire de Toulon du Telo Martius romain, à la métropole Toulon Provence Méditerranée, La Seyne-sur-Mer, Livres en Seyne, 2020, 302 p., 29 × 21 2 cm (ISBN 979-10-96694-15-0)
- François Trucy et André Bérutti (préf. Jacques Keriguy), Toulonnais, dits et faits, écrits et portraits : De A à Z, dictionnaire des Toulonnais d'un jour ou d'une vie, La Seyne-sur-Mer, Livres en Seyne, 2023  (ISBN 9791096694259)